# Scuola addestramento di specializzazione
Il Centro addestramento di specializzazione della Guardia di Finanza è l'istituto di formazione preposto alla formazione e all'aggiornamento del personale appartenente ai reparti speciali del corpo. Dipende dall'Ispettorato per gli istituti di istruzione.

## Storia
Ha sede a Orvieto presso la caserma “Monte Grappa”, un complesso di edifici precedentemente sede dell'Università orvietana nel XIII secolo, nella quale ha soggiornato San Tommaso D’Aquino. Dal 1932 al 1943 la caserma ha ospitato l'Accademia Femminile di Educazione Fisica, sostituita nel 1952 dalla Scuola Militare di Educazione Fisica dell’Esercito.
Nel 1994 la caserma passa alla Guardia di Finanza per far nascere il 1º luglio 1996 il Centro Addestramento di Specializzazione (CAS), un centro specialistico per la formazione e l'aggiornamento dei militari dell'Antiterrorismo Pronto Impiego. Nel 2000 gli viene concessa dal Presidente della Repubblica Italiana la bandiera d'istituto.
Nel 2015 l'istituto è stato rinominato in Scuola Addestramento di Specializzazione.
Dalla Scuola Addestramento di Specializzazione dipende altresì il Centro di Specializzazione di Castiglione del Lago dedito alla formazione del personale dei reparti cinofili del corpo.
All'interno della scuola è presente anche la sala museale "Baschi Verdi" che raccoglie la storia dell'Antiterrorismo pronto impiego.

## Formazione

### Allievi finanzieri
Presso la scuola viene effettuato il corso di formazione base della durata di 10 mesi agli allievi finanzieri arruolati nella specialità A.T.-P.I.
Il percorso include formazione sulla materie giuridiche e professionali in collaborazione con l'Università degli Studi della Tuscia, tecniche di polizia, addestramento alla difesa personale e al tiro, alla difesa N.B.C., all'antiguerriglia e all'ordine pubblico. 

### Corsi specialistici
L’Istituto provvede alla formazione del personale in materia di pubblica sicurezza e di addestramento specialistico di polizia.
I corsi erogati periodicamente sono:
- Corso per addetto ai servizi di protezione
- Corso per tiratori scelti,
- Corso per istruttori di tiro,
- Corso per assistenti guida al tiro,
- Corso di tecniche di polizia.
- Corso per i militari dei GICO

Inoltre la scuola esegue la formazione del personale del corpo impiegato nelle missioni internazionali e provvede al mantenimento delle abilitazioni degli operatori, effettuando corsi di aggiornamento quadriennalmente per la specializzazione A.T.-P.I. e triennalmente per gli addetti ai servizi di protezione.

## Stemma araldico dell'istituto
(Estratto della Gazzetta Ufficiale della Repubblica Italiana sui segni identificativi della Guardia di Finanza)
Lo stemma è di forma circolare e diviso in quattro quadranti di colore rosso e bianco (i colori del comune di Orvieto). In basso al centro è presente il Duomo di Santa Maria Assunta (simbolo della città).
Nei quadranti in alto, rispettivamente a sinistra e a destra, si trovano i due segni distintivi delle principali specializzazioni rilasciate dalla Scuola: a sinistra si è presente l’aquila posata su un gladio, che indica l'addestramento in armi e altri corsi erogati dall’Istituto, emblema distintivo dell'Antiterrorismo e Pronto Impiego, circondata da un ramo di alloro; a destra è presente la testa di un cane, che rappresenta il dipendente Corso Allevamento e Addestramento Cinofilo effettuato presso Castiglione del Lago.